# Warren Treadgold
Warren Treadgold (30 kwietnia 1949 w Oksfordzie) – amerykański historyk, bizantynolog. 

## Życiorys
Jest synem historyka dziejów Rosji Donalda W. Treadgolda. Absolwent Harvard University (1970). Doktorat w 1970 w Harvard University. Zajmuje się historią Bizancjum. 

## Wybrane publikacje
- The Early Byzantine Historians, New York: Palgrave Macmillan 2007.
- A Concise History of Byzantium, New York: Palgrave Macmillan 2001.
- A History of the Byzantine State and Society, Stanford: Stanford University Press 1997.
- Byzantium and Its Army, 284-1081, Stanford: Stanford University Press 1995.
- The Byzantine Revival, 780-842, Stanford: Stanford University Press 1988.
- The Byzantine State Finances in the Eighth and Ninth Centuries, New York: East European Monographs 1982.
- The Nature of the Bibliotheca of Photius, Washington: Dumbarton Oaks 1980.

## Przekłady na język polski
- Bizancjum i jego armia 284-1081, Wodzisław Śląski: Templum 2011.